# Julia Berezikova
Julia Berezikova (Krasnokamensk, Óblast de Chitá; 17 de noviembre de 1983) es una artista marcial mixta, boxeadora y kickboxer rusa. En febrero de 2014 era la luchadora número 7 del mundo en las 125 libras según el Unified Women's MMA Rankings. No ha vuelto a pelear desde que noqueó a Rosy Duarte en octubre de 2015. Es campeona del mundo de W5 y también es campeona de judo, boxeo, wushu, sambo y muay thai.

## Primeros años
Berezikova nació en noviembre de 1983 en la ciudad de Krasnokamensk, que durante el período soviético estaba adscrita al Óblast de Chitá, actual Krai de Transbaikalia, en Rusia.
Durante su infancia, Berezikova se lesionó la espalda tras una voltereta fallida y sus médicos pensaron que no podría seguir practicando deporte, pero logró recuperarse por completo.
Berezikova llegó a San Petersburgo en 1999, y en 2001 conoció las artes marciales mixtas.
Su hermano era conocido de Roman Zentsov, quien le recomendó que empezara a entrenar boxeo para combinarlo con sus conocimientos de judo.
Berezikova se convirtió en medallista de Wushu Sanda en 2003. De 2003 a 2005, fue campeona de San Petersburgo de boxeo, ganadora de la Copa de Rusia de Boxeo en 2003, ganadora del campeonato de Rusia de boxeo en 2004 y 2005, campeona de San Petersburgo de sambo de combate en 2004 y campeona de Rusia de jiu-jitsu en 2008.
Durante su estancia en San Petersburgo, Berezikova conoció a Vladislav Lavrinovich, que organizaba eventos de MMA. Berezikova le pidió que le diera una oportunidad y, aunque al principio se negó, finalmente decidió permitirle competir.

## Carrera como artista marcial mixta
Berezikova debutó profesionalmente el 2 de diciembre de 2006 en bodogFight: USA vs. Russia en Vancouver, siendo derrotada por la entonces luchadora número 1 Tara LaRosa por sumisión con armbar en el segundo asalto; todo un logro, según Berezikova, ya que era una novata en las MMA.
A continuación, Berezikova se enfrentó a la surcoreana Song Lee Jin, debutante en las MMA, a la que derrotó rápidamente por nocaut técnico en 51 segundos en el evento M-1 MFC de M-1 Global: Rusia vs. Corea el 20 de enero de 2007 en Corea del Sur.
El 14 de abril de 2007 en bodogFight: Clash of the Nations, Berezikova fue derrotada por la estadounidense Julie Kedzie en el segundo vía TKO (parada arbitral) después de que Kedzie atrapase a Berezikova con un triángulo de piernas del que Kedzie golpeó libremente a Berezikova, impidiéndole escapar o defenderse. En bodogFight: Vancouver, el 24 de agosto de 2007, Berezikova fue derrotada por la inglesa Rosi Sexton por sumisión (armbar) en el segundo asalto.
En su debut con la promoción de MMA FightForce, Berezikova se enfrentó a la experimentada judoca japonesa y ex campeona de peso abierto Smackgirl Megumi Yabushita. Berezikova fue capaz de derrotar a Yabushita por decisión unánime tras un competido combate el 19 de abril de 2008 en el evento FightForce: Rusia contra el mundo en San Petersburgo, Rusia.
En un principio iba a luchar contra el francés Tevi Say, que tuvo que retirarse del combate debido a una lesión, Berezikova derrotó a su compatriota Milana Dudieva por sumisión (puñetazos) en el primer asalto en FightForce: Day of Anger el 28 de febrero de 2009.
Berezikova regresó a las MMA el 5 de noviembre de 2011 y ganó sus dos siguientes combates. El 26 de mayo de 2012, Berezikova derrotó a Karla Benítez por decisión dividida en Far Eastern Federation of Modern Pankration: Copa Mayor 2012.
Berezikova se enfrentó a Benítez en una revancha en Super Fight League 12 el 7 de diciembre de 2012 en Mumbai, India. Derrotó a Benítez por sumisión debido a una armbar en la segunda ronda.
Volviendo a Moscú, Berezikova fue derrotada por la luchadora polaca Joanna Jędrzejczyk por decisión unánime después de dos asaltos en Fight Nights: Battle of Moscow 12 el 20 de junio de 2013.

## Carrera como boxeadora
Berezikova participó en un combate de exhibición de boxeo contra la campeona de la Asociación Internacional de Boxeo Femenino (WIBA), Emiko Raika, el 1 de junio de 2007 en el Pabellón Korakuen de Tokio (Japón). También ha participado en otros combates de exhibición en Japón.

## Carrera como kickboxer
Berezikova estaba programada para competir en un combate de las reglas K-1 el 19 de diciembre de 2009 en Alemania.

## Fuera del deporte
Berezikova posó en topless para la versión rusa de Penthouse en el número de febrero de 2008.
Ha trabajado como asesora de escenas de lucha para algunas producciones rusas. Participó en el programa Big Races, emitido por Piervy Kanal.
Junto con el también luchador de MMA Aleksandr Yemeliánenko y otros atletas rusos, Berezikova participó en 2010 en la serie de televisión rusa protagonizada por Yevgeni Sidikhin, Olympic Village.

## Récord en artes marciales mixtas
| Resultado | Récord | Oponente           | Método                    | Evento                            | Fecha                  | Ronda | Tiempo | Localización    |
| --------- | ------ | ------------------ | ------------------------- | --------------------------------- | ---------------------- | ----- | ------ | --------------- |
| Derrota   | 10–5   | Na Liang           | Sumisión (armbar)         | WLF World Championship            | 13 de enero de 2017    | 1     | 3:32   | Zhengzhou       |
| Victoria  | 10–4   | Rosy Duarte        | TKO (golpes y rodillazos) | EFN: Fight Nights Petersburg      | 23 de octubre de 2015  | 2     | 1:08   | San Petersburgo |
| Victoria  | 9–4    | Juliana Werner     | Sumisión (leg lock)       | XFC International 9               | 14 de marzo de 2015    | 2     | 1:35   | São Paulo       |
| Derrota   | 8–4    | Joanna Jędrzejczyk | Decisión (unánime)        | Fight Nights: Battle of Moscow 12 | 20 de junio de 2013    | 2     | 5:00   | Moscú           |
| Victoria  | 8–3    | Karla Benitez      | Sumisión (armbar)         | Super Fight League 12             | 7 de diciembre de 2012 | 2     | 1:42   | Bombay          |
| Victoria  | 7–3    | Karla Benitez      | Decisión (split)          | FEFoMP: Mayor Cup 2012            | 26 de mayo de 2012     | 2     | 5:00   | Jabárovsk       |
| Victoria  | 6–3    | Alena Hola         | Sumisión (armbar)         | Fight Nights: Battle of Moscow 6  | 8 de marzo de 2012     | 2     | 1:35   | Moscú           |
| Victoria  | 5–3    | Eugenia Kostina    | Decisión (unánime)        | Fight Nights: Battle of Moscow 5  | 5 de noviembre de 2011 | 2     | 3:00   | Moscú           |
| Victoria  | 4–3    | Milana Dudieva     | Sumisión (puñetazos)      | FightForce: Day of Anger          | 28 de febrero de 2009  | 1     | 4:40   | San Petersburgo |
| Victoria  | 3–3    | Megumi Yabushita   | Decisión (unánime)        | FightForce: Russia vs. The World  | 19 de abril de 2008    | 3     | 5:00   | San Petersburgo |
| Derrota   | 2–3    | Rosi Sexton        | Sumisión (armbar)         | bodogFight: Vancouver             | 24 de agosto de 2007   | 2     | 1:49   | Vancouver       |
| Derrota   | 2–2    | Julie Kedzie       | TKO (puñetazos)           | bodogFight: Clash of the Nations  | 14 de abril de 2007    | 2     | 2:49   | San Petersburgo |
| Victoria  | 2–1    | Song Lee Jin       | TKO (puñetazos)           | M-1 MFC: Russia vs. Korea         | 20 de enero de 2007    | 1     | 0:51   | San Petersburgo |
| Derrota   | 1–1    | Tara LaRosa        | Sumisión (armbar)         | Bodog Fight - USA vs. Russia      | 2 de diciembre de 2006 | 2     | 1:28   | Vancouver       |
| Victoria  | 1–0    | Ksenya Shubina     | Sumisión (armbar)         | M-1 Global                        | 5 de junio de 2004     | 1     | 0:55   | San Petersburgo |

### Registro en boxeo
| Resultado | Récord | Oponente         | Tipo | Fecha                   | Ronda | Tiempo | Localización |
| --------- | ------ | ---------------- | ---- | ----------------------- | ----- | ------ | ------------ |
| Victoria  | 2–0    | Dalia Vasarhelyi | TKO  | 8 de noviembre de 2014  | 4     | 0:43   | Klimovsk     |
| Victoria  | 1–0    | Nadezhda Khaenok | TKO  | 16 de noviembre de 2013 | 3     | 1:29   | Podolsk      |